# Карва (Португалия)
Карва (порт. Carva)  —  район (фрегезия) в Португалии,  входит в округ Вила-Реал. Является составной частью муниципалитета Мурса. По старому административному делению входил в провинцию Траз-уж-Монтиш и Алту-Дору. Входит в экономико-статистический  субрегион Алту-Траз-уш-Монтеш, который входит в Северный регион. Население составляет 256 человек на 2001 год. Занимает площадь 15,00 км².